# Duquesa de Montrose
Duquesa de Montrose é o título atribuído à esposa do Duque de Montrose, um título existente no Pariato da Escócia e criado em 1707 pela Rainha Ana. A última Duquesa, Catherine Graham, que casou com o 8.º Duque, morreu em 2014, pelo que atualmente ninguém detém este título.

## Duquesas de Montrose
| Nome               | Nascimento             | Casamento             | Tornou-se Duquesa de Montrose | Cônjuge                               | Morte                   | Deixou de ser Duquesa de Montrose | Motivo por que deixou de ser Duquesa |
| ------------------ | ---------------------- | --------------------- | ----------------------------- | ------------------------------------- | ----------------------- | --------------------------------- | ------------------------------------ |
| Christian Carnegie |                        | 31 de março de 1702   | 24 de abril de 1707           | James Graham, 1.º Duque de Montrose   | 25 de maio de 1744      | 7 de janeiro de 1742              | Morte do marido                      |
| Lucy Manners       | 1717                   | 28 de outubro de 1742 | 28 de outubro de 1742         | William Graham, 2.º Duque de Montrose | 18 de junho de 1788     | 18 de junho de 1788               | Faleceu                              |
| Caroline Montagu   | 10 de agosto de 1770   | 24 de julho de 1790   | 23 de setembro de 1790        | James Graham, 3.º Duque de Montrose   | 24 de março de 1847     | 30 de dezembro de 1836            | Morte do marido                      |
| Caroline Beresford | 21 de agosto de 1818   | 5 de outubro de 1836  | 30 de dezembro de 1836        | James Graham, 4.º Duque de Montrose   | 16 de novembro de 1894  | 30 de dezembro de 1874            | Morte do marido                      |
| Violet Graham      | 10 de setembro de 1854 | 24 de julho de 1876   | 24 de julho de 1876           | Douglas Graham, 5.º Duque de Montrose | 21 de novembro de 1940  | 10 de dezembro de 1925            | Morte do marido                      |
| Mary Hamilton      | 1 de novembro de 1884  | 14 de junho de 1906   | 10 de dezembro de 1925        | James Graham, 6.º Duque de Montrose   | 21 de fevereiro de 1957 | 20 de janeiro de 1954             | Morte do marido                      |
| Susan Semple       | 15 de novembro de 1928 | 17 de abril de 1952   | 20 de janeiro de 1954         | Angus Graham, 7.º Duque de Montrose   | 13 de março de 2014     | 10 de fevereiro de 1992           | Morte do marido                      |
| Catherine Young    | 5 de setembro de 1935  | 31 de janeiro de 1970 | 10 de fevereiro de 1992       | James Graham, 8.º Duque de Montrose   | 7 de novembro de 2014   | 7 de novembro de 2014             | Faleceu                              |

## Esposas que não se tornaram Duquesas de Montrose
- Jemima Ashburnham, que casou com James Graham (mais tarde 3º Duque), morreu em 1786 e, portanto, nunca se tornou Duquesa, uma vez que o seu marido só se tornou Duque em 1790.
- Isabel Sellar, que casou com Angus Graham (mais tarde 7º Duque), divorciou-se dele em 1950 e, portanto, nunca se tornou duquesa, uma vez que o seu marido só se tornou Duque em 1954.